# Alster
Alster er en flod i det nordlige Tyskland, beliggende i delstaterne Slesvig-Holsten og Hamborg. Den er en af Elbens bifloder med en længde på 53 km. Floden har sit udspring nær Henstedt-Ulzburg i landsbyen Kisdorferwohld, cirka 25 km nord for Hamborg. Alster løber mod syd og munder ud i Elben i Hansestaden Hamborg, som blev grundlagt ved flodbredderne. I centrum af hansestaden, har Alster været opdæmmet siden 1190, oprindelig i forbindelse med en vandmølle. I 1235 blev der bygget endnu en dæmning til en anden vandmølle, som ændrede floden til en sø.
Alster danner to kunstige søer indenfor Hamborgs bygrænser, kaldet Außenalster (Ydre Alster) og den mindre Binnenalster (Indre Alster). I dag er søerne og de omliggende parker vigtige rekreationsområder i centrum af storbyen.